# Yên Minh, Tuyên Quang
Yên Minh là xã thuộc tỉnh Tuyên Quang, Việt Nam.

## Địa lý
Thị trấn Yên Minh có vị trí địa lý:
- Phía bắc giáp các xã Lao Và Chải và Sủng Thài
- Đông giáp các xã Hữu Vinh và Đông Minh
- Phía nam giáp xã Đông Minh
- Phía tây giáp xã Lao Và Chải.

Thị trấn Yên Minh có diện tích 30,47 km², dân số năm 2018 là 8.085 nhân khẩu., mật độ dân số đạt 265 người/km².
Thị trấn Yên Minh nằm lọt thỏm trong thung lũng nhỏ, kẹp giữa 2 bên sườn núi, có quốc lộ 4C chạy qua. Suối Bắc Nghe cũng chảy qua địa phận thị trấn.

## Hành chính
Thị trấn Yên Minh có 25 thôn, tổ dân phố được chia thành 17 thôn và 8 tổ dân phố: 1, 2, 3, 4, 5, 6, 7, 8.

## Lịch sử
Ngày 20 tháng 8 năm 1999, Chính phủ ban hành Nghị định 74/1999/NĐ-CP về việc thành thị trấn Yên Minh trên cơ sở điều chỉnh 3.047 ha diện tích tự nhiên và 4.932 nhân khẩu của xã Yên Minh.